# جون دبليو. دوسن
جون دبليو. دوسن (بالإنجليزية: John W. Dawson)‏ هو سياسي أمريكي، ولد في 21 أكتوبر 1820 في كامبريدج في الولايات المتحدة، وتوفي في 10 سبتمبر 1877. حزبياً، نشط في الحزب الجمهوري والحزب الديمقراطي. وقد انتخب Governor of the Territory of Utah ‏ (7 ديسمبر 1861 – 31 ديسمبر 1861).